# Lelupa

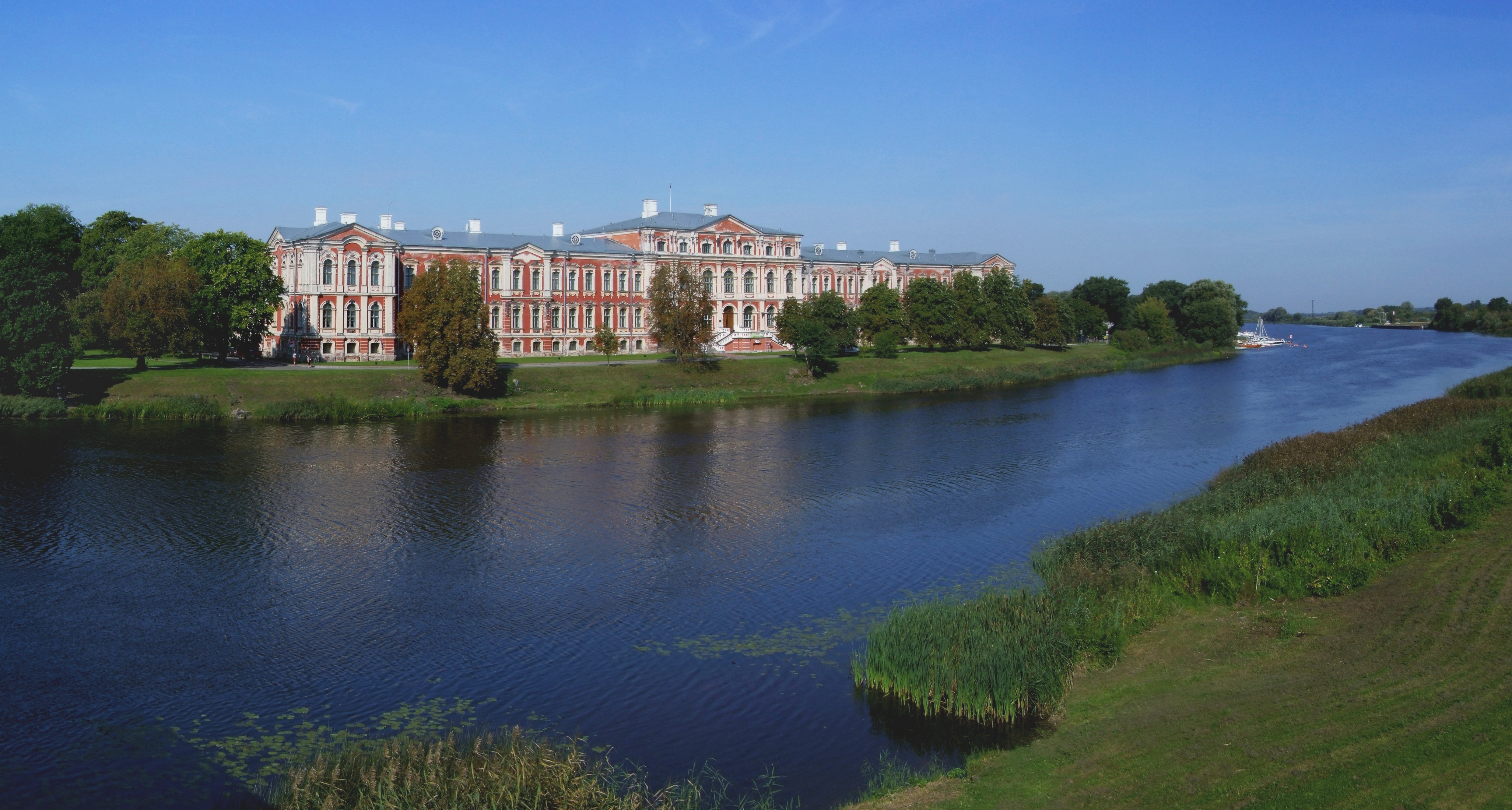
Lelupa przy pałacu w Jełgawie

Lelupa (łot. Lielupe (dosłownie „wielka rzeka”), niem. Kurländische Aa lub Kurische Aa) – rzeka na Łotwie, w Kurlandii, o długości 119 km (310 km razem z rzeką Niemenek) i zlewni o powierzchni 17 600 km².
Rzeka powstaje z połączenia rzek Niemenek i Musza w mieście Bauska. W miejscu jej powstania w widłach Niemenka i Muszy znajduje się zamek. Przepływa przez Jełgawę (tuż nad jej brzegiem znajduje się pałac w Jełgawie), a pod Sloką dzieli się na dwa ramiona, prawe wpada do ujścia Dźwiny pod Dünamünde, a lewe do Zatoki Ryskiej. Na zachód od ujścia Lelupy do Zatoki Ryskiej rozciąga się miasto Jurmała.
Rzeka jest żeglowna na odcinku ok. 100 km.